# Skoki do wody na Igrzyskach Panamerykańskich 1987
Zawody w skokach do wody na Igrzyskach Panamerykańskich 1987 zostały rozegrane w dniach 9-16 sierpnia 1987 roku. Areną zmagań był Indiana University Natatorium.

## Medaliści
| Konkurencja         | 1. miejsce       | Wynik  | 2. miejsce   | Wynik  | 3. miejsce     | Wynik  |
| ------------------- | ---------------- | ------ | ------------ | ------ | -------------- | ------ |
| Trampolina mężczyzn | Greg Louganis    | 754,14 | Doug Shaffer | 684,39 | José Rocha     | 659,07 |
| Wieża mężczyzn      | Greg Louganis    | 694,68 | Matt Scoggin | 596,94 | David Bedard   | 546,33 |
| Trampolina kobiet   | Kelly McCormick  | 562,77 | Megan Neyer  | 544,32 | Debbie Fuller  | 491,94 |
| Wieża kobiet        | Michele Mitchell | 453,96 | Wendy Fuller | 391,32 | Verónica Ribot | 390,21 |

## Klasyfikacja medalowa
Opracowano na podstawie materiału źródłowego.
| Miejsce | Państwo           | Złoto | Srebro | Brąz | Razem |
| ------- | ----------------- | ----- | ------ | ---- | ----- |
| 1.      | Stany Zjednoczone | 4     | 3      | 0    | 7     |
| 2.      | Kanada            | 0     | 1      | 2    | 3     |
| 3.      | Argentyna         | 0     | 0      | 1    | 1     |
| 3.      | Meksyk            | 0     | 0      | 1    | 1     |
| Razem   | Razem             | 4     | 4      | 4    | 12    |